# بستنة الغابات
بستنة الغابات هي زراعة مستدامة لا تحتاج إلى صيانة دورية لإنتاج الغذاء ونظام حراجي يعتمد على نظام للغابة الحرشية.تتضمن إدخال الفواكه وأشجار المكسرات وشجيرات والأعشاب والكرمة والخضروات المعمرة والتي تعطي محصول مفيد إلى الإنسان.الزراعة المتداخلة، والتي يتم فيها تحميل في النمو لعدد من السلاسل والطبقات لبناء موطن للغابة الحرشية.

## تاريخ

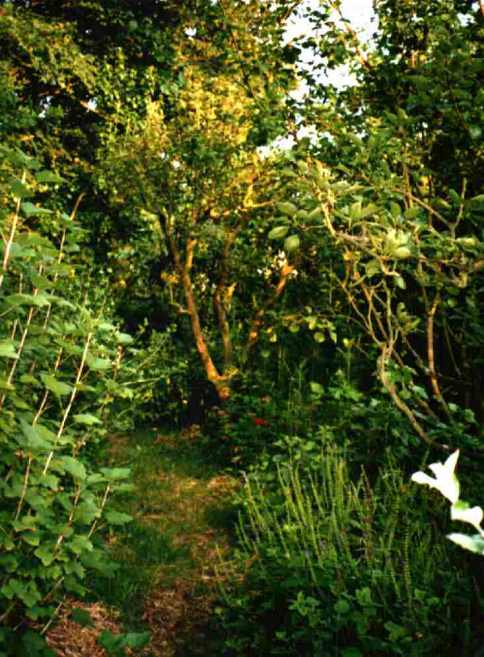
روبرت هارت حديقة الغابات في شروبشاير، إنكلترا

بستنة الغابات تعد من أقدم الأنواع من البستنة.حدائق الغابات توجد بشكل أساسي في العصر ما قبل التاريخي على ضفاف الأنهار المكسوة بالأحراش وفي مناطق الرطبة من سفوح الجبال من الأراضي الموسمية.مع التدرج لدى العائلات في تحسين بيئتهم المحيطة، أشجار والنباتات المتسلقة تم إدخالها وحمايتها والعناية بها بينما الأنواع غير المرغوب بها تم التخلص منها، أخيراً تم إدخال الأنواع الأجنبية واندماجها في الحدائق.
ماتزال بستنة الغابات شائعة في كثير من المناطق الاستوائية وتعرف بأسماء كثيرة منها: الحدائق المنزلية في كيرلا في جنوب الهند، نيبال،زامبيا، زيمبابوي،تنزانيا؛ غابات كاندي في سريلانكا؛«بستان العائلة» في المكسيك: والحدائق ذات «التصميم الكامل» في جاوة. وتدعى أيضاً زراعة الغابات، حيث المكونات الخشبية فيها ذات قامة صغيرة، يمكن أن يستخدم مصطلح الحديقة الشجيرية.أظهرت بستنة الغابات أنها مصدر هام للدخل ولحفظ الأمن الغذائي للسكان المحليين.
أدخل روبرت هارت بستنة الحدائق إلى مناخ المعتدل في المملكة المتحدة خلال عقد 1980.

## وصلات إضافية
- El Pilar Forest Garden Network، معلومات حول بستنة الغابات التقليدية عند المايا